# Collectif de freelances
 (août 2025).
L'article doit être relu — et modifié si nécessaire — par des contributeurs indépendants pour apporter un regard critique aux contributions effectuées en violation des conditions d'utilisation de Wikipédia, tant sur la forme (notamment concernant le style encyclopédique, la proportionnalité) que sur le fond (la neutralité de point de vue, la qualité et l'indépendance des sources).
 (août 2025).
Motif : l'utilisateur qui a apposé ce bandeau n'a pas précisé le motif de la pose.
- Archive Wikiwix
- Bing
- Cairn
- DuckDuckGo
- E. Universalis
- Gallica
- Google
- G. Books
- G. News
- G. Scholar
- Persée
- Qwant
- (zh) Baidu
- (ru) Yandex

| 1. | Préciser le motif de la pose du bandeau. | Précisez le motif de la pose du bandeau en utilisant la syntaxe suivante : {{admissibilité à vérifier\|date=août 2025\|motif=remplacez ce texte par le motif}}                               |
| 2. | Informer les utilisateurs concernés.     | Pensez à avertir le créateur de l'article, par exemple, en insérant le code ci-dessous sur sa page de discussion : {{subst:avertissement admissibilité à vérifier\|Collectif de freelances}} |

 (août 2025).
 (août 2025).
Si vous disposez d'ouvrages ou d'articles de référence ou si vous connaissez des sites web de qualité traitant du thème abordé ici, merci de compléter l'article en donnant les références utiles à sa vérifiabilité et en les liant à la section « Notes et références ».
 (août 2025).
La mise en forme du texte ne suit pas les recommandations de Wikipédia : il faut le « wikifier ».
Les points d'amélioration suivants sont les cas les plus fréquents :
- Les titres sont pré-formatés par le logiciel. Ils ne sont ni en capitales, ni en gras.
- Le texte ne doit pas être écrit en capitales (les noms de famille non plus), ni en gras, ni en italique, ni en « petit »…
- Le gras n'est utilisé que pour surligner le titre de l'article dans l'introduction, une seule fois.
- L'italique est rarement utilisé : mots en langue étrangère, titres d'œuvres, noms de bateaux, etc.
- Les citations ne sont pas en italique mais en corps de texte normal. Elles sont entourées par des guillemets français : « et ».
- Les listes à puces sont à éviter, des paragraphes rédigés étant largement préférés. Les tableaux sont à réserver à la présentation de données structurées (résultats, etc.).
- Les appels de note de bas de page (petits chiffres en exposant, introduits par l'outil «  Source ») sont à placer entre la fin de phrase et le point final[comme ça].
- Les liens internes (vers d'autres articles de Wikipédia) sont à choisir avec parcimonie. Créez des liens vers des articles approfondissant le sujet. Les termes génériques sans rapport avec le sujet sont à éviter, ainsi que les répétitions de liens vers un même terme.
- Les liens externes sont à placer uniquement dans une section « Liens externes », à la fin de l'article. Ces liens sont à choisir avec parcimonie suivant les règles définies. Si un lien sert de source à l'article, son insertion dans le texte est à faire par les notes de bas de page.
- La présentation des références doit suivre les conventions bibliographiques. Il est recommandé d'utiliser les modèles {{Ouvrage}}, {{Chapitre}}, {{Article}}, {{Lien web}} et/ou {{Bibliographie}}. Le mode d'édition visuel peut mettre en forme automatiquement les références.
- Insérer une infobox (cadre d'informations à droite) n'est pas obligatoire pour parachever la mise en page.

Pour une aide détaillée, merci de consulter Aide:Wikification.
Si vous pensez que ces points ont été résolus, vous pouvez retirer ce bandeau et améliorer la mise en forme d'un autre article.
Un collectif de freelances est un regroupement informel ou structuré de travailleurs indépendants qui partagent des projets, des ressources ou une identité commune, tout en conservant leur statut juridique individuel. Ces collectifs émergent comme une réponse aux limites du travail isolé, offrant entraide, visibilité et mutualisation des compétences. Le phénomène est particulièrement présent dans les secteurs du numérique, du design, du marketing et du conseil.

## Définition
Le terme désigne des groupes d'indépendants qui coopèrent sur la base d'affinités professionnelles, de complémentarités ou de valeurs partagées. Un collectif n'est pas nécessairement une entité juridique (bien que certains optent pour une coopérative ou une association), mais repose souvent sur une gouvernance horizontale, une marque commune et des outils partagés.
Selon l'étude Collective.work de 2024, 44% des freelances travaillent déjà dans un collectif et 32% envisagent de le faire, confirmant l'attractivité croissante de cette forme d'organisation du travail.

## Contexte et évolution

### Émergence du phénomène
Les collectifs se sont développés dans les années 2010 avec la croissance du travail indépendant et du télétravail, amplifiés par la crise sanitaire de 2020. Ils incarnent une forme d'organisation horizontale et s'inscrivent dans la logique de l'économie collaborative et de la gig economy.
En France, le nombre de freelances a augmenté de 92% entre 2009 et 2020, atteignant 1,2 million de travailleurs indépendants en 2024. Cette croissance s'accompagne d'une recherche de nouvelles formes de collaboration pour pallier l'isolement du travail indépendant.

### Motivations des freelances
Les principales motivations pour rejoindre un collectif sont : travailler sur des projets plus importants (33%), lutter contre la solitude du freelancing (26%), choisir ses coéquipiers (20%) et augmenter ses revenus (18%).
L'étude Malt de 2024 révèle également que 68% des freelances se considèrent plus compétents que leurs clients, ce qui renforce leur capacité à s'organiser collectivement pour proposer une expertise de haut niveau.

## Fonctionnement

### Types d'organisation
Les collectifs peuvent être :
- ouverts : accès libre à la communauté ou aux projets ;
- fermés : membres cooptés, fonctionnement plus structuré.

Ils partagent souvent :
- un nom ou une marque,
- des outils collaboratifs numériques (ex. : Slack, Notion, Trello),
- une stratégie commerciale mutualisée (portfolio, communication),
- une charte éthique ou professionnelle.

### Gouvernance
La gouvernance des collectifs de freelances privilégie généralement des modalités horizontales et participatives. Une recherche de l'ANACT (2021) sur un collectif de freelances du numérique français révèle que l'organisation est en perpétuel débat et se construit en temps réel à partir de cas qui se présentent, avec une forte transparence des processus décisionnels.
Cette gouvernance repose sur plusieurs piliers :
- Messagerie instantanée accessible à tous les membres pour coordination et délibération
- Documents partagés en accès libre (manuels, bonnes pratiques, archives)
- Temps collectifs réguliers (coworking, visio-conférences, événements)

### Structures juridiques
Certaines structures prennent une forme légale (ex. : SCOP, SAS, association), d'autres restent informelles. Les formes coopératives, notamment les SCIC et les CAE, offrent un cadre juridique adapté aux collectifs souhaitant structurer leur gouvernance participative. Certains collectifs évoluent vers ces statuts coopératifs après plusieurs années d'activité informelle.

## Écosystème et plateformes
Des plateformes comme Malt ou Collective.work facilitent leur visibilité, leur organisation et leur accès aux missions. L'étude Xerfi de 2025 estime que le volume d'affaires du marché total du freelancing dépasserait les 50 Md€ avec plus d'un million de freelances actifs.
Ces plateformes proposent :
- Mise en relation entre freelances et clients
- Outils de gestion de projet collaboratif
- Services de facturation et administration
- Formation et accompagnement

## Comparaison avec d'autres structures
| Structure               | Statut juridique | Objectif principal         | Gouvernance  | Exemple              |
| ----------------------- | ---------------- | -------------------------- | ------------ | -------------------- |
| Agence                  | Oui              | Intermédiation commerciale | Hiérarchique | Agence de publicité  |
| Coopérative             | Oui              | Gouvernance partagée       | Démocratique | SCOP, CAE            |
| Réseau professionnel    | Non              | Mise en relation           | Informelle   | Syndicat, fédération |
| Collectif de freelances | Variable         | Collaboration directe      | Horizontale  | Collective.work      |

## Défis et enjeux

### Passage à l'échelle
La recherche de l'ANACT identifie le "passage à l'échelle" comme un défi majeur pour les collectifs souhaitant se développer. À mesure que le collectif s'étend géographiquement, se pose avec de plus en plus d'acuité la question de maintenir la proximité physique, sociale et décisionnelle qui a fait son identité.

### Régulation et cadre légal
L'étude IRES sur les nouveaux intermédiaires du travail B2B souligne que les attentes en matière de régulation émanent tant des discours des intermédiaires que des travailleurs, notamment concernant la dimension juridique et contractuelle du travail.

## Exemples
Des collectifs reconnus ont émergé dans plusieurs pays :
- En France :

```
 * 
Germinal
, collectif de croissance marketing, connu pour ses expérimentations agiles
[
14
]
.
 * 
Buldozer
, collectif pluridisciplinaire en stratégie, tech et design
[
15
]
.
 * 
Oxalis
, coopérative d'activité et d'emploi pionnière du mouvement des CAE
[
16
]
.
```

- En Allemagne :

```
 * 
The Dive Network
, collectif berlinois de consultants spécialisés dans la transformation organisationnelle
[
17
]
.
```

- En Belgique :

```
 * 
Betacowork Collective
, écosystème de freelances basé à Bruxelles
[
18
]
.
```

- Au Luxembourg :

```
 * 
TéMéRaiRe Marketing
, collectif fondé en 2018, pionnier local en stratégie marketing indépendante
[
19
]
.
```

## Impact économique
En Europe, les freelances représentent en moyenne 14,3% des personnes en emploi, avec des variations importantes selon les pays. En France, ils contribuent significativement à l'économie numérique et des services, avec un taux journalier moyen de 471€.
Les collectifs permettent d'accéder à des missions plus importantes et mieux rémunérées, les entreprises pouvant recruter des profils très qualifiés pour des besoins spécifiques tout en bénéficiant de la flexibilité du travail indépendant.